# Parachernes topali
Espèce
Parachernes topali est une espèce de pseudoscorpions de la famille des Chernetidae.

## Distribution
Cette espèce est endémique de la province de Río Negro en Argentine. Elle se rencontre sur le Cerro Piltriquitrón à El Bolsón.

## Étymologie
Cette espèce est nommée en l'honneur de Topál Györgyről (1931–2016).

## Publication originale
- Beier, 1964 : The zoological results of Gy. Topal's collectings in South Argentina. 15. Pseudoscorpionidea. Annales Historico Naturales Musei Nationalis Hungarici, vol. 56, p. 487-500.